# Госпођица Марпл
Џејн Марпл (енгл. Jane Marple), познатија као госпођица Марпл (енгл. Miss Marple) је измишљени лик који се појављује у 12 романа и више од 20 приповедака чувене енглеске списатељице детективских романа Агате Кристи. Други је лик по значају у Агатиним романима, одмах после Херкула Поароа.

## Карактер лика
Агата Кристи је лик госпођице Марпл осмислила као лик старије, неудате жене која живи у малом енглеском селу Сент Мери Мид. Она уопште не изгледа као детективка али изглед може да превари. За жену која је живот провела у малом селу она је изненађујуће светска дама. Како сама то често истиче у романима - користи је сваку прилику да посматра људску природу: „У сеоском животу има много порочности“. Оно што госпођицу Марпл чини толико успешном је њена способност да се уклопи у позадину, док њена лукава интелигенција остаје скривена иза љубави према плетењу, баштованству и трачарењу. Тако неупадљива и често неприметна има слободу да трага за истином. Уместо да около трага са лупом, она непогрешиво открива кривце и решава мистерије користећи једино своје познавање људске природе и свој инстинкт, пратећи своју непогрешиву интуицију, а да при том никада није плаћена и врло често јој нико није ни захвалио. У роману Леш у библиотеци један од главних ликова, сер Хенри Клитеринг о њој каже да је: „Најбољи детектив кога је Бог икада створио. Природни геније узгајан на погодном тлу“.
Физички ју је описала као жену стару између 65 и 70 година, високу, мршаву, пепељасто плавих очију и снежно беле косе коју на старински начин носи испод малог шешира.
Током 47 година Агата Кристи је развијала овај лик, па је тако госпођица Марпл кроз романе и приповетке сазревала. Марплова која се појављује у Тринаест проблема је свадљивија и више викторијански тип жене него она која се појављује у каснијим делима. Значајно се променила током времена, толико да у роману Карипска мистерија из 1964. године она чак носи старке.
Како је Агата Кристи изјавила једном приликом, лик Џејн Марпл градила је на основу сећања на своју баку, али њих две заправо немају много тога заједничког. Госпођица Марпл је много живахнија далеко већа пробирљивица. Ипак, у једном биле исте: када би у људима виделе оно најгоре, најчешће се на крају испоставило да су биле у праву.

### Споредни ликови
Госпођица Марпл се никада није удавала и њени најближи живи рођаци су нећаци. У причама о њој често се појављују ликови њеног нећака Рејмонда Веста, познатог писца, и његове жене Џоан. Марплова има у служби неколико слушкиња. Све су младе жене из суседног сиротишта и она их обучава по својим викторијанским правилима.

## Дела са госпођицом Марпл као главним ликом
Госпођица Марпл се први пут појавила 1927. године у причи Клуб уторком увече која се налазила у збирци Тринаест проблема. Први пут је објављена у децембарском броју магазина „Ројал“. Као главни лик се етаблирала у роману Убиство у викаријату, објављеном 1930. Агата Кристи није очекивала да ће госпођица Марпл постати Поароова ривалка код публике, али већ од објављивања овог првог романа о Марпловој читаоци су се везали за њу. Како сама Агата каже у својој биографији, не сећа се како је настао овај лик, мада га је скицирала већ у роману Убиство Роџера Акројда из 1926, док је портретисала сестру доктора Шепарда.
Лик госпођице Марпл последњи пут се појављује у роману „Уснуло убиство” који је објављен 1976. године и званично се сматра последњим романом Агате Кристи.
Поаро и госпођица Марпл се никада нису срели, а у снимку откривеном и објављеном 2008. Агата Кристи је рекла и зашто: „Херкул Поаро, комплетни егоиста, не би волео да га послу учи или да му нешто сугерише старија дама", навела је.
Већина романа и приповедака у којима је главни лик госпођица Марпл преведено је на српски језик и објављено. У фонду Народне библиотеке Србије најстарији објављени превод је роман Леш у библиотеци из 1956. године.

### Романи
- Убиство у викаријату (1930),
- Леш у библиотеци (1942),
- Кобни прст (1943),
- Најављује се убиство (1952),
- Рука бржа од ока (1952),
- Џеп пун ражи (1953),
- У 10 до 5 са Падингтона (1957),
- Напукло огледало (1962),
- Карипска мистерија (1964),
- У хотелу "Бертрам" (1965),
- Немезис (1971),
- Уснуло убиство (писан око 1940, издат 1976).

### Збирке кратких прича
- Тринаест проблема (1933) - 13 кратких прича,
- Мистерија регате и друге приче (1939) - 9 кратких прича,
- Три слепа миша и друге приче (1950) - 9 кратких прича,
- Пустоловина Божићног пудинга (1960) - 6 кратких прича,
- Двоструки грех и друге приче (1961) - 8 кратких прича,
- Последњи случајеви госпођице Марпл и још две приче (1979) - 9 кратких прича написаних између 1939. и 1954. године, а госпођица Марпл се појављује у шест.

Неке од приповедака објављених у овим збиркама су:
- Клуб уторком увече (The Tuesday Night Club),
- Светилиште Астарте (The Idol House of Astarte),
- Златне полуге (Ingots of Gold),
- Плочник умрљан крвљу (The Bloodstained Pavement),
- Мотив против прилике (Motive versus Opportunity),
- Отисак палца светог Петра (The Thumb Mark of St.Peter),
- Плави здравац (The Blue Geranium),
- Дружбеница (The Companion),
- Четворо осумњичених (The Four Suspects),
- Божићна трагедија (The Christmas Tragedy),
- Травка смрти (The Herb of Death),
- Случај бунгалов (The Affair at the Bungalow),
- Смрт у реци (Death by Drowning),
- Госпођица Марпл прича причу (Miss Marple Tells a Story),
- Необична доскочица (Strange Jest),
- Убиство по мери (Tape-Measure Murder),
- Случај пазикуће (The Case of the Perfect Maid),
- Случај савршене служавке (The Case of the Caretaker),
- Уточиште (Sanctuary),
- Гриншоов павиљон (Greenshaw’s Folly).

## Адаптације
Већина дела Агате Кристи је екранизована, а посебно је битна телевизија. По њеним делима урађено је неколико веома добрих серија.
Многе велике глумице су се нашле у улози госпођице Марпл: 
- Прва је била Грејси Филдс у данас изгубљеној телевизијској адаптацији романа Најављује се убиство из 1956. године.

- Током 60-их снимљене су четири адаптације у продукцији MGM-a у којима је главну улогу играла Маргарет Радерфорд. Већина филмова је само магловито базирана на оригиналним књигама, а два су садржала и лик Поароа. Агата Кристи није била одушевљена комичном верзијом лика који је донела Маргарет Радерфорд, која се чак накратко појавила и у филму о Поароу из 1965. године Убиства по абецеди.
- Много строжи приказ лика дала је Анџела Лансбери у адаптацији романа Напукло огледало можда је више био по укусу Агате Кристи.
- Током осамдесетих у три телевизијске адаптације Џејн Марпл је глумила Хелен Хејс.
- Вероватно највернији приказ лика пружила је Џоан Хиксон у БиБиСијевој серији која се приказивала од 1984. до 1992. године. Она је уједно и читала многе од аудио књига.
- Од 1993. до 2001. године је Марплову играла Џун Витфилд на БиБиСијевом радију 4.[2]
- Крајем 80-их британска продукцијска кућа ITV Studios стекла је вишедеценијска права на екранизацију дела Агате Кристи. Прво је снимљена серија о авантурама легендарног Херкула Поароа, у тумачењу Дејвида Сушеа, у више сезона сниманих од 1989. до 2013. године. Године 2004. почела је екранизација романа и прича које за главну јунакињу имају госпођицу Марпл - Агата Кристи: Случајеви госпођице Марпл. У прве три сезоне госпођицу Марпл глумила је Џералдин Мекјуан, док је 2009. године, у четвртој сезони, улогу преузела Џулија Мекензи.[5]